# Matrimonio igualitario en Paraguay
Paraguay no reconoce el matrimonio igualitario ya que desde 1992, la Constitución de Paraguay limita el matrimonio, las uniones de hecho y la familia a "un hombre y una mujer".

## Legislación
Los artículos de la Constitución de Paraguay relacionados al matrimonio, y que prohíben las uniones entre personas del mismo sexo, son los siguientes:
- El artículo 49, titulado "De la protección de la familia", establece: "La familia es el fundamento de la sociedad. Se promoverá y se garantizará su protección integral. Esta incluye a la unión estable del hombre y de la mujer, a los hijos y a la comunidad que se constituya con cualquiera de sus progenitores y sus descendientes".
- El artículo 50, titulado "Del derecho a constituir familia", establece: "Toda persona tiene derecho a constituir familia, en cuya formación y desenvolvimiento la mujer y el hombre tendrán los mismos derechos y obligaciones".
- El artículo 51, titulado "Del matrimonio y de los efectos de las uniones de hecho", establece: "La ley establecerá las formalidades para la celebración del matrimonio entre el hombre y la mujer, los requisitos para contraerlo, las causas de separación, de disolución y sus efectos, así como el régimen de administración de bienes y otros derechos y obligaciones entre cónyuges. Las uniones de hecho entre el hombre y la mujer, sin impedimentos legales para contraer matrimonio, que reúnan las condiciones de estabilidad y singularidad, producen efectos similares al matrimonio, dentro de las condiciones que establezca la ley".
- El artículo 52, titulado "De la unión en matrimonio", establece: "La unión en matrimonio del hombre y la mujer es uno de los componentes fundamentales en la formación de la familia.".

Además, el artículo 140 del Código Civil paraguayo prohíbe expresamente el matrimonio entre personas del mismo sexo.

## Historia
En julio de 2010, la organización Somosgay anunció su intención de presentar al Congreso un proyecto de ley sobre el matrimonio entre personas del mismo sexo; sin embargo, no hubo votación.
En agosto de 2011, la Represa Binacional de Itaipú emitió la Resolución Nº 6207/11, que establece beneficios sociales, específicamente sobre el seguro médico privado, para las parejas del mismo sexo que trabajan en la entidad. Los interesados deben presentar una declaración en la que designen al conviviente del mismo sexo como su pareja. Como requisito, el régimen de convivencia debe tener un mínimo de seis meses. La disposición equipara en derechos a los funcionarios y funcionarias con sus pares de Brasil, donde se reconoce legalmente las uniones del mismo sexo.
El 23 de marzo de 2012, los activistas LGBT Simón Cazal y Sergio López, el primero de ellos presidente del colectivo Somosgay, contrajeron matrimonio en Argentina, con lo que se convirtieron en las primeras figuras públicas de Paraguay en un matrimonio entre personas del mismo sexo. Al año siguiente, iniciaron un proceso judicial para que el matrimonio sea reconocido en Paraguay. Sin embargo, la denuncia fue rechazada el 4 de abril de 2013 por el juez Nery Kunzle, quien declaró que la constitución paraguaya no  permitía el matrimonio entre personas del mismo sexo.
En mayo de 2017, el candidato presidencial Santiago Peña del gobernante Partido Colorado anunció su apoyo al matrimonio entre personas del mismo sexo. Rápidamente fue criticado por muchos diputados, así como por el presidente Horacio Cartes, quien meses antes había intentado sin éxito reformar la Constitución para permitirle ser reelecto, una medida considerada antidemocrática por los partidos de oposición. En 2013, Cartes señaló que se dispararía «un tiro en las bolas si mi hijo quiere casarse con otro hombre».
El 12 de enero de 2018, SOMOSGAY anunció su intención de presentar una petición ante la Corte Suprema de Justicia, solicitando la legalización del matrimonio entre personas del mismo sexo en el país y el reconocimiento de las uniones civiles homosexuales realizadas en el extranjero, citando el fallo del 9 de enero de 2018 de la Corte Interamericana de Derechos Humanos (CIDH) que los signatarios de la Convención Americana sobre Derechos Humanos (de la cual Paraguay forma parte) están obligados a permitir el matrimonio de parejas del mismo sexo. Funcionarios gubernamentales reaccionaron negativamente al fallo de la CIDH. En marzo de 2018, el candidato presidencial Mario Abdo Benítez (Partido Colorado) declaró que vetaría cualquier proyecto de ley sobre el matrimonio entre personas del mismo sexo que se apruebe en el Congreso; finalmente Abdo ganó las elecciones. Otros opositores al fallo de la CIDH han afirmado falsamente que no se aplica a Paraguay. En marzo de 2019, con 24 votos a favor, el Senado de Paraguay aprobó un proyecto de declaración declarándose "provida y profamilia", expresando su oposición al matrimonio entre personas del mismo sexo y al aborto. La medida fue criticada por legisladores que sostuvieron que el Estado es laico y no puede imponer principios morales o valores vinculados a una religión.